# Le Plessis-Patte-d'Oie

Le Plessis-Patte-d'Oie este o comună în departamentul Oise, Franța. În 1 ianuarie 2022 avea o populație de 107 de locuitori.